# Božo Grkinić
Božo Grkinić (San Giorgio, 17 novembre 1913 – Belgrado, 3 febbraio 1996) è stato un cestista, allenatore di pallacanestro, pallanuotista e allenatore di pallanuoto jugoslavo.

## Carriera

### Pallacanestro
Con la Jugoslavia ha disputato i Campionati europei del 1947.

## Palmarès

### Pallanuoto
- Campionato jugoslavo: 3

Mornar: 1952, 1955, 1956